# Après-Ski
Après-Ski (від фр. après — «після») — це розваги, які пропонуються туристам на зимових курортах після катання на лижах або сноуборді. Згідно з «Дуденом», цей термін також означає зручний або модний одяг, який носять після катання на лижах.
Après-Ski зазвичай проходить у барах, розташованих поблизу лижних трас або в гірських хатинах. Туристи відпочивають, вживають алкогольні напої та слухають музику, характерну для цього формату розваг. Пік вечірок припадає на завершення роботи підйомників, після чого активність поступово спадає. Музика Après-Ski часто нагадує шлягери та танцювальну музику, що сприяє спільному співу та веселощам. Власники закладів нерідко запрошують місцеві музичні колективи для створення автентичної атмосфери.
Серед традиційних напоїв Après-Ski популярні солодкі алкогольні варіанти, такі як грушевий бренді, горілка з інжиром або «Flügerl» (суміш горілки зі сливовим і вишневим лікером та енергетиком). Також поширені гарячі напої, зокрема єгер-чай і глінтвейн. У деяких регіонах під назвою «Après-Ski» подають коктейль із яєчного лікеру та гарячого молока або горілку з енергетиком.
Чоловіків, які активно фліртують під час Après-Ski, у розмовній мові іноді називають «Après-Ski-інструкторами». Гельмут Квальтінґер у 1957 році висміяв цей типаж у пісні Der Après-Schigolo.

## Походження
Між 1895 і 1924 роками, коли відбулися перші Олімпійські зимові ігри в Шамоні, термін Après-Ski означав вечірні зустрічі після активного дня в горах, зазвичай за смачною їжею та вином. Австрійські ресторатори, зокрема в Санкт-Антоні, запозичили цей французький термін для позначення власних варіантів вечірніх розваг.